# Sketches of Spain
Sketches of Spain är ett album av Miles Davis, inspelat mellan november 1959 och mars 1960. Davis samarbetade med arrangören och kompositören Gil Evans för att skapa en mix av jazz och spansk folkmusik, inklusive en förlängd version av den andra satsen i Joaquin Rodrigos Concierto de Aranjuez och stycket "Will o' the Wisp" från en balett av Manuel de Falla. 
År 2003 listades Sketches of Spain som nummer 356 på Rolling Stones lista The 500 Greatest Albums of All Time.

## Låtlista
1. Concierto de Aranjuez (Adagio) (Joaquín Rodrigo) – 16:24
2. Will o' the Wisp (Manuel de Falla) – 3:52
3. The Pan Piper (Gil Evans) – 3:59
4. Saeta (Gil Evans) – 5:05
5. Solea (Gil Evans) – 12:21

Bonusspår på cd-utgåvan från 2000
1. Song of Our Country (Gil Evans) – 3:23
2. Concierto de Aranjuez (alternative take; part 1) – 12:04
3. Concierto de Aranjuez (alternative take; part 2 ending) – 3:33

## Medverkande
- Miles Davis – trumpet, flageolett, flygelhorn
- Gil Evans – arrangemang, dirigent
- Danny Bank – basklarinett
- Billy Barber – tuba
- John Barrows – valthorn
- Albert Block – flöjt
- Al Block – flöjt, tuba, oboe
- James Buffington – valthorn, Fender Rhodes
- Eddie Caine – flöjt, flygelhorn
- Paul Chambers – bas
- Earl Chapin – valthorn
- Jimmy Cobb – trummor
- Johnny Coles – trumpet
- Harold Feldman – klarinett, flöjt, oboe
- Bernie Glow – trumpet
- Dick Hixon – trombon
- Elvin Jones – slagverk
- Taft Jordan – trumpet
- Jack Knitzer – fagott
- Jose Mangual – slagverk
- Jimmy McAllister – tuba
- Tony Miranda – valthorn
- Louis Mucci – trumpet
- Romeo Penque – oboe
- Janet Putnam – harpa
- Frank Rehak – trombon
- Ernie Royal – trumpet
- Joe Singer – valthorn